# Джуліен Мей
Джуліен Клер Мей (англ. Julian Clare May, нар. 10 липня 1931, Чикаго, США — пом. 17 жовтня 2017) — американська письменниця у жанрах наукової фантастики, 
фентезі, фантастики жахів, наукової та дитячої літератури. Використовувала багато псевдонімів, серед яких Єн Торн (англ. Ian Thorne) та Лі Н. Фелконер (англ. Lee N. Falconer).

## Життєпис
Джуліен Клер Мей народилася 10 липня 1931 року у місті Чикаго, штат Іллінойс, США, у родині Метью М. Мея (англ. Matthew M. May), за походженням — Маєвські (англ. Majewski), та Джулії Фейлен Мей (англ. Julia Feilen May). Зростала у містечку Елмвуд-Парк, передмісті Чикаго, найстаршою з чотирьох дітей. У дитинстві її називали Джуді Мей.
Почала брати участь у житті науково-фантастичного фендому підліткою та займалася виданням фензину «Тимчасовий інформаційний бюлетень» (англ. Interim Newsletter). Мей продала свій перший професійний твір — оповідання «Роллер дюн» (англ. Dune Roller) — до журналу Джона В. Кемпбелла «Аналог: наукова фантастика та факти» у 1950 році. Оповідання було опубліковане у 1951 році під ім'ям Дж. К. Мей разом з її ілюстраціями до твору.
Мей зустріла Теда Дікті на конвенції в Огайо у 1951 році та одружилася з ним у 1953.
Першою з жінок очолювала 10-ту конвенцію Worldcon у 1952. Після продажу ще одного оповідання «Зірка дива» (англ. Star of Wonder) у 1953 році журналу «Вандер сторіс» Мей на кілька років припинила діяльність у сфері наукової фантастики.
У шлюбі народила трьох дітей, останню а 1958 році.
З 1954 року Мей написала тисячі науково-енциклопедичних статей для «Consolidated Book Publishers». Після закінчення роботи над цим проєктом створила схожі статті для двох інших видавців енциклопедій.
У 1957 році засновує з чоловіком виробничий та редакторський сервіс для малих видавництв під назвою «Publication Associates». В цей період Мей пише свої найвизначніші твори, серед яких комікс про Бака Роджерса та новий католицький катехізис для «Franciscan Herald Press», видавництва, пов'язаного з Орденом малих чернців.
З 1956 до 1981 Джуліен Мей написала близько 250 книг для дітей та підлітків, здебільшого нехудожніх, під власним ім'ям та під низкою псевдонімів. Тематика книг включає науку, історію та короткі біографії тогочасних знаменитостей, наприклад, спортсменів чи музичних груп.
Її оповідання «Роллер дюн» було екранізоване у 1972 році як «Крематорії»; у титрах вона значилася під ім'ям Джуді Дікті.
На початку 1970-х років Джуліен Мей переїхала до штату Орегон і почала знову знайомитись з науково-фантастичним фендомом. У 1976 році відвідала 29-ту конвенцію Вестеркон у Лос-Анджелесі. Для костюмованої вечірки конвенції Мей створила складний космічний костюм, інкрустований діамантами, що привело її до розмірковувань, який персонаж міг би носити такий костюм. Згодом почала збирати такі ідеї до папки, яка перетворилася на серію «Галактичне оточення» (англ. Galactic Milieu Series). У 1978 році Мей почала писати «Сагу про Пліоценське вигнання» (англ. Saga of Pliocene Exile). Перша книга серії «Багатобарвна земля» (англ. The Many-Colored Land) вийшла у 1981 році. У 1987 році вийшов роман «Інтервенція» (англ. Intervention), а далі — інші книги серії «Галактичне оточення»: «Безтілесний Джек» (англ. Jack the Bodiless), «Діамантова маска» (англ. Diamond Mask) та «Магніфікат» (англ. Magnificat).
У серпні 2015 року Мей включена до Залу слави фантастики Першого фендому на церемонії 73-ї конвенції Worldcon.
Джуліен Мей померла 17 жовтня 2017 року у віці 86 років.

## Вибрані твори